# Scopula decoraria
Scopula decoraria là một loài bướm đêm trong họ Geometridae.